# Anni 160
Gli anni 160 sono il decennio che comprende gli anni dal 160 al 169 inclusi.

## Eventi, invenzioni e scoperte
- Composizione della Terza lettera ai Corinzi.